# David Rubinger

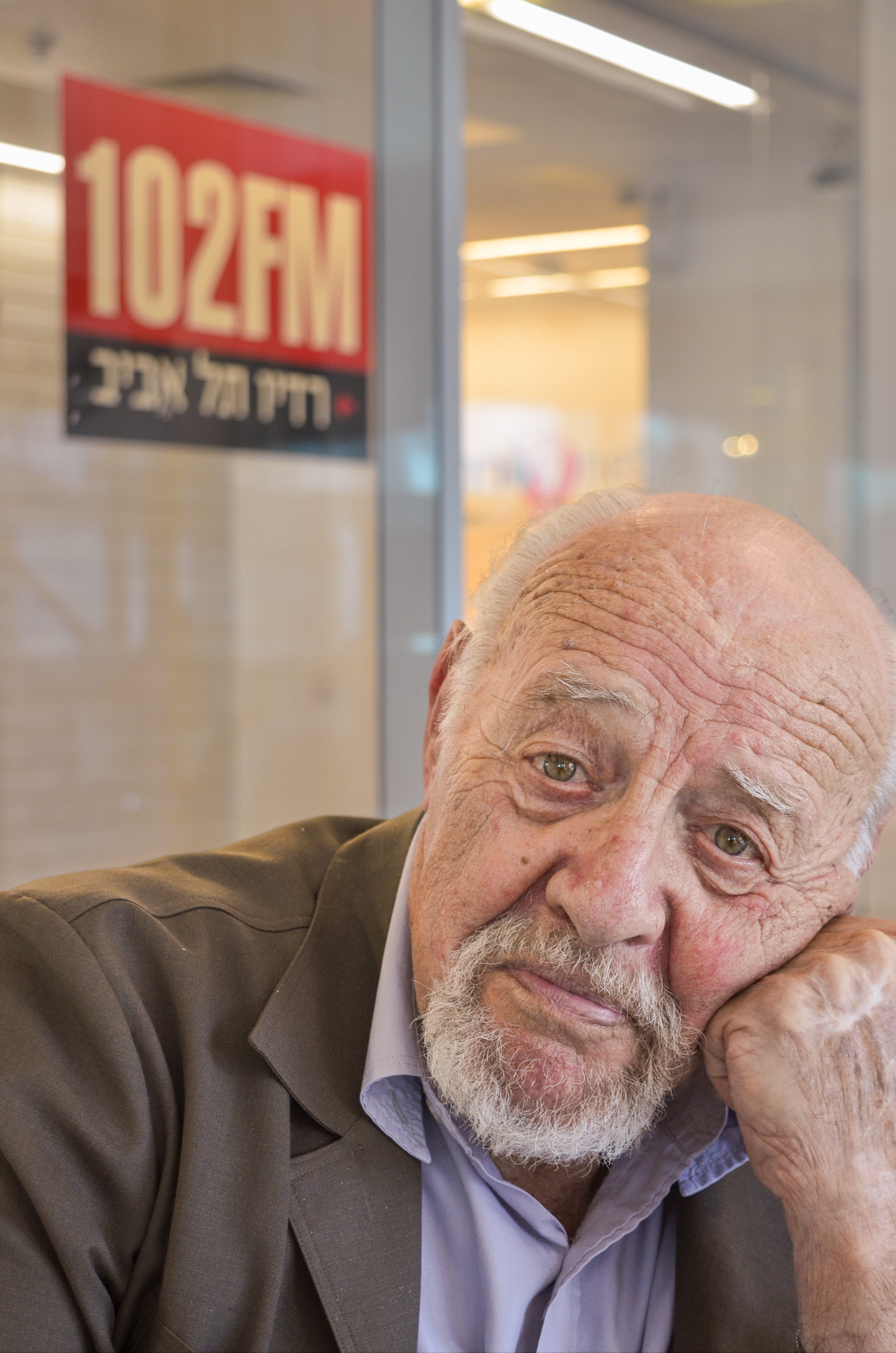
David Rubinger (2014)

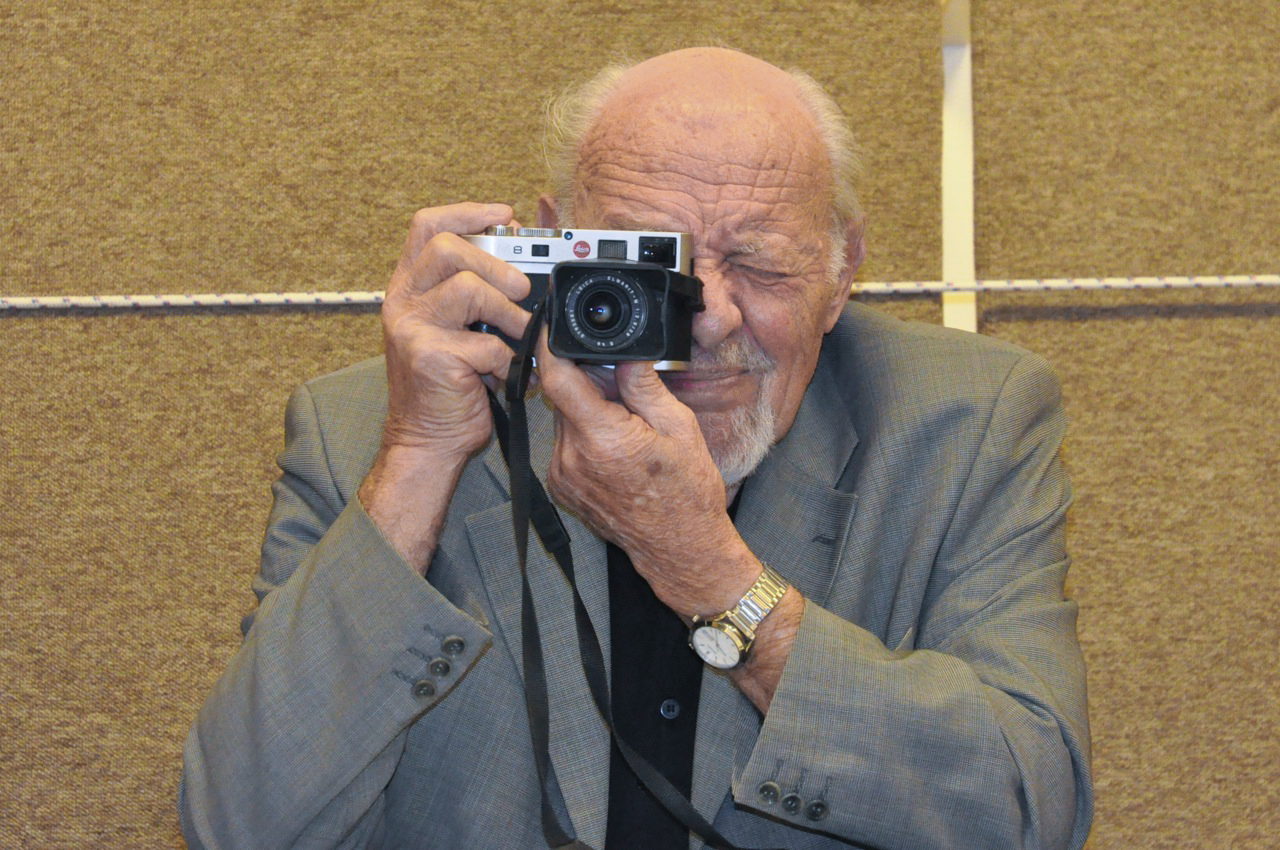
David Rubinger (2014)

David Rubinger (hebräisch דוד רובינגר‎; geboren 24. Juni 1924 in Wien; gestorben 1. März 2017 in Jerusalem) war ein israelischer Fotograf und Fotojournalist, der Israels Geschichte seit der Staatsgründung in aussagekräftigen Bildern festgehalten hat. Sein berühmtes Foto dreier israelischer Fallschirmjäger, die nach der Eroberung der Westmauer (Klagemauer) im Juni 1967 ihren Blick auf dieselbe richten, wurde zur Medienikone des Sechstagekriegs. Schimon Peres nannte Rubinger „den Fotografen der Nation im Werden“.

## Leben
David Rubinger wurde 1924 als Einzelkind in Wien geboren. Bis zu seinem 15. Lebensjahr lebte er dort. Doch der Einmarsch der Deutschen in Österreich am 12. März 1938 und die darauffolgende De-facto-Annexion Österreichs durch das nationalsozialistische Deutsche Reich zwangen Rubinger die Schule zu verlassen. Daraufhin schloss er sich der zionistischen Jugendbewegung Kinder- und Jugend-Alijah an und konnte so den Nazi-Schergen zwei Monate nach Beginn des Zweiten Weltkriegs entkommen. Von Triest aus segelte er mit einer Gruppe nach Palästina. Seinem Vater war zuvor die Flucht aus einem Konzentrationslager nach England gelungen. Seine Mutter fiel dem Holocaust zum Opfer, sie wurde in einem Konzentrationslager ermordet.
„Ich kann den Holocaust nicht vergessen, ich will ihn nicht vergeben, aber ich will ihn nicht leben.“ – David Rubinger
In Palästina lebte Rubinger zwei Jahre in einem Kibbuz im Jordantal, bis er sich 1942 in den Dienst der Jüdischen Brigade der britischen Armee stellte. Er diente in Nordafrika, Malta, Italien, Deutschland und Belgien. Im Fronturlaub in Paris schenkte ihm eine Freundin seine erste Kamera und entfachte seine Leidenschaft für die Fotografie. Sein erstes professionelles Foto entstand 1947 anlässlich des Plans der Vereinten Nationen, Palästina zugunsten eines eigenen jüdischen Staates zu teilen. Rubinger fotografierte damals jüdische Jugendliche, die auf einen britischen Panzer kletterten, um dieses Ereignis zu feiern.
Nach dem Zweiten Weltkrieg kehrte Rubinger im Jahr 1946 nach Palästina zurück. Zuvor hatte er in Deutschland seine erste eigene Kamera für 200 Zigaretten und ein Kilo Kaffee gekauft. Dort lernte er auch seine Kusine Anni und ihre Mutter kennen, beide Überlebende des Holocaust. Da Anni nach dem Krieg staatenlos war – ein Los vieler ehemaliger KZ-Häftlinge –, heiratete Rubinger sie, um ihre Auswanderung nach Palästina sicherzustellen. Diese anfängliche Vernunftehe wandelte sich schnell und hielt bis zum Tod von Anni 50 Jahre später. Dennoch bezeichnete Rubinger ihre Ehe selbst als „stürmisch“ und gab in seiner Autobiographie Israel durch mein Objektiv zu, mehrere Affären gehabt zu haben. David und Anni Rubinger bekamen zwei Kinder.
Während des Palästinakriegs 1947 kämpfte Rubinger in Jerusalem und entging nur knapp dem Tod, als zwei Soldaten neben ihm getötet wurden. Nach dem Krieg eröffnete er ein Fotografie-Studio in Jerusalem und versuchte, seine Bilder an Zeitungen zu verkaufen. Sein Durchbruch gelang ihm, als er fünf Jahre später von Uri Avnery als Fotojournalist für die Wochenzeitschrift haOlam haZeh engagiert wurde. Für die Zeitschrift arbeitete er zwei Jahre. Danach stellten das meistgelesene israelische Abendblatt Jedi’ot Acharonot und die Jerusalem Post Rubinger als Fotografen ein.
1954 fragte eine Korrespondentin des Time-Life-Magazins Rubinger an, ihre Geschichte zu bebildern – der Beginn einer langen Zusammenarbeit mit einem der einflussreichsten Magazine der Welt. Mehr als 50 Jahre arbeitete Rubinger für das Magazin. 1972 wurde er schließlich deren Vertragsfotograf. Sein erstes international veröffentlichtes Foto im Time-Life Magazin zeigte eine Nonne. Diese hielt die Prothesen eines Patienten in den Händen, der sie aus dem Fenster eines Krankenhauses über die Grüne Demarkationslinie ins jordanische Territorium fallen ließ. Nach langen Verhandlungen durfte die Nonne die Prothesen auf der anderen Seite der Grenze holen.
2000 starb Anni an Krebs. Danach war Rubinger mit der jemenitischen Immigrantin Ziona Spivak liiert. Ihr Leben endete tragisch, als sie 2004 von einem palästinensischen Gärtner in ihrem Haus ermordet wurde. 2008 veröffentlichte er zusammen mit Ruth Corman seine Autobiographie Israel durch mein Objektiv: Sechzig Jahre als Fotojournalist. 2010 erschien sie auch in Deutschland.

„Fotografieren ist Fühlen. Manchmal fotografierst du das, wovon du Zeuge wirst, mit Stolz, ein anderes Mal mit Schmerz.“

## Karriere
Rubinger gilt als einer der berühmtesten Fotojournalisten weltweit. Seine Bilder dokumentieren die israelische Zeitgeschichte seit der Staatsgründung durch Kriegs- und Friedenszeiten. Bereits 1949 fotografierte er die Eröffnung der Knesset durch den ersten Staatspräsidenten Chaim Weizmann.
Während seiner Tätigkeit als Fotojournalist baute Rubinger enge Kontakte zu den Mächtigen Israels auf. Dabei wurde ihm ein noch nie dagewesener Zugang gewährt. So war er der Einzige, der die Cafeteria der Knesset ablichten durfte und zum Teil äußerst private und intime Momente der politischen Führung Israels fotografierte. Dazu zählen Bilder von Schimon Peres in kurzen Hosen, eine enge Umarmung zwischen Ariel Scharon und seiner Frau, ein Foto von Golda Meir beim Füttern ihrer Enkelin oder stille Momente zwischen Jitzchak und Leah Rabin. In der Knesset sind seine Fotos in einer Dauerausstellung anzuschauen.
Zu den bekannten Fotos zählt unter anderem auch ein Bild vom Gipfeltreffen zwischen dem ägyptischen Präsidenten Anwar as-Sadat und dem israelischen Ministerpräsidenten Menachem Begin im Jahre 1980. Beide stecken die Köpfe zusammen, sodass ihre Stirnen beinahe aneinanderstoßen.
Rubinger war jedoch nicht nur Fotograf der Machthaber. Auch das Leid der Armen und Minderheiten setzte er in Szene, das Leben jüdischer Einwanderer in israelischen Übergangslagern ebenso wie arabische Flüchtlinge während des Unabhängigkeitskrieges.
1997 erhielt er für seine Arbeit als Fotojournalist den Israel-Preis im Bereich Kunst, Kultur und Medien, die höchste Auszeichnung des Staates Israel. Er war der erste Fotograf, der mit dem Preis geehrt wurde. Sein Archiv umfasste mehr als eine halbe Million Aufnahmen. 1999 verkaufte er es an die Zeitung Jedi’ot Acharonot.

## Rubinger und Israel
Rubingers Verhältnis zu Israel war ambivalent. Die Gebietsannexionen nach dem Sechs-Tage-Krieg verurteilte er bis zuletzt, den idealistischen Geist der Gründungszeit vermisste er. Die Staatsgründung erachtete er als nötig und sinnvoll:

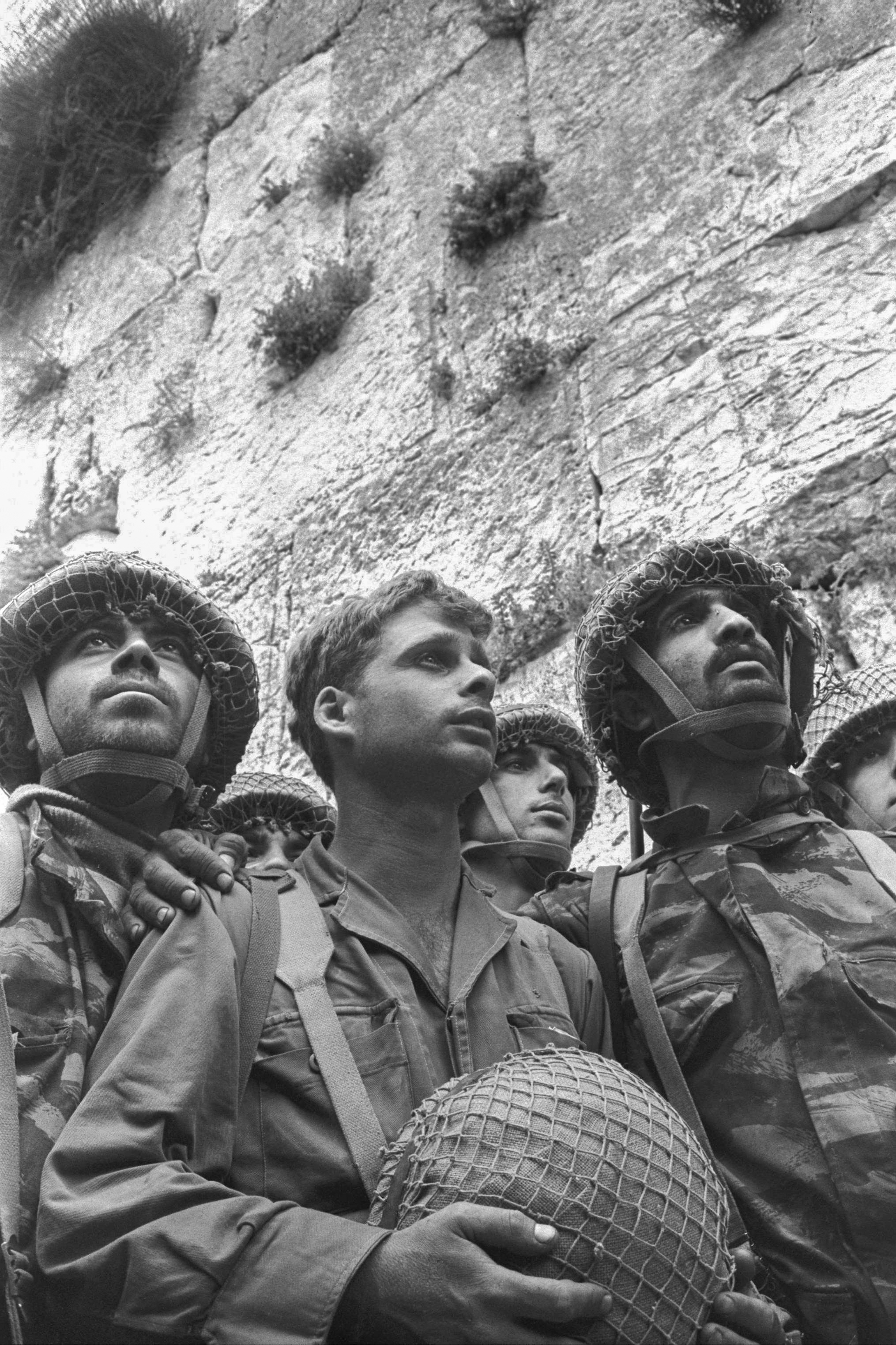
Fallschirmjäger an der Westmauer

„Der jüdische Staat muss bestehen, damit Juden einen Ort haben, an den sie flüchten können, wenn sie müssen.“

## Fallschirmjäger an der Westmauer
Rubingers bekanntestes Bild ist Fallschirmjäger an der Westmauer (Klagemauer) kurz nach der Wiedereroberung der Mauer im Sechstagekrieg. Aus einem flachen Winkel mit 35-mm-Film fotografiert, kontrastieren die drei Gesichter der Fallschirmjäger die Klagemauer. Die Soldaten schauen ehrfürchtig und erleichtert an der Mauer entlang nach oben. Der Fallschirmjäger in der Mitte hält seinen Helm in den Händen.
Bevor Rubinger das Foto aufnahm, hielt er sich in al-Arisch auf der Sinai-Halbinsel auf. Als er von geschichtsträchtigen Entwicklungen in Jerusalem hörte, flog er mit einem Helikopter mit verwundeten Soldaten nach Beʾer Scheva, ohne zu wissen, wohin der Helikopter flog. Zufällig stand sein Auto in Beʾer Scheva, und er fuhr bis Jerusalem. An der Klagemauer angekommen, legte er sich auf den Boden und fotografierte die Fallschirmjäger im Vorbeigehen. Kurze Zeit später erreichte der Rabbiner Shlomo Goren mit Tora und Schofar die Klagemauer. Die Soldaten nahmen ihn auf ihre Schultern. Rubinger fotografierte auch diese Szene.
Aufgrund ihrer Emotionalität bevorzugte Rubinger die Bilder von Shlomo Goren. Anni überzeugte ihn jedoch, dass die Aufnahme der Fallschirmjäger besser sei. Daher schickte er es an die Armee, die es an alle Zeitungen in Israel für zwei israelische Lira verkaufte. So wurde das Bild zur Medienikone des Sechs-Tage-Krieges. Auch später war Rubinger der Meinung, das Bild sei wenig aussagekräftig und künstlerisch schwach, da ein Kopf abgeschnitten sei.
2001 erklärte ein Richter des Obersten Gerichts Israels, das Foto sei „ein Merkmal der gesamten Nation geworden“.

## Veröffentlichungen
- mit Ruth Corman: Israel durch mein Objektiv: Sechzig Jahre als Fotojournalist. Übersetzt von Miriam Fried. Pellens Verlag, Bonn 2010, ISBN 978-3-9810534-4-9.
- Zeuge einer Epoche. Übersetzt von Christine Bacher. Nahar & Yedioth Ahronot, Tel Aviv 1988, ISBN 965-360-003-6.